# Tudor Botnaru
Tudor Botnaru (n. 27 decembrie 1935, satul Lipceni, raionul Rezina – d. 30 decembrie 2017, Chișinău) a fost un general din Republica Moldova, care a îndeplinit funcția de ministru al securității naționale (1990-1991 și 1997-1999).

## Biografie
Tudor Botnaru s-a născut la data de 27 decembrie 1935 în satul Lipceni (astăzi în raionul Rezina). A absolvit în anul 1959 Facultatea de Filologie din cadrul Universității de Stat a Moldovei. După absolvirea facultății, a lucrat ca ghid și interpret principal la Hotelul "Intourist" din Chișinău (1959-1962). A fost membru al PCUS.
În anul 1963 a fost angajat în cadrul KGB-ului din RSS Moldovenească, încadrat în structurile serviciilor de contraspionaj, iar din anul 1966 – în serviciile de informații externe. A ajuns colonel. Între anii 1978-1982, a fost consilierul rectorului Universității de Stat din Chișinău. Între anii În calitate de ofițer de informații externe, el a avut acoperire diplomatică a Uniunii Sovietice, lucrând la ambasadele URSS din România și Franța. În cadrul KGB-ului din RSS Moldovenească, el a îndeplinit pe rând funcția de inspector principal operativ în Secția I-a și ulterior pe cea de șef de Birou.
Tudor Botnaru a lucrat la Comitetul Securității de Stat din Moldova, pe urmă a fost în Comitetul Unional, apoi a fost ofițer de securitate la Ambasada URSS din București.
În iulie 1990, la inițiativa conducerii Republicii, Tudor Botnaru a fost adus de la București și a fost numit în funcția de președinte al Comitetului de stat al Securității (șef al KGB-ului) din RSS Moldova, fiind avansat la gradul de general-maior. El a fost primul ofițer de informații externe, care a devenit președinte al K.G.B. din R.S.S. Moldovenească.
În luna aprilie a anului 1990, conducerea Ministerului Securității Naționale (MSN) a Republicii Moldova (Tudor Botnaru, Demian Munteanu), sub pretextul că există pericolul ca localul KGB al RSSM să fie atacat de către “extremiștii” Frontului Popular din Moldova, a hotărât să transporte Arhiva KGB-ului RSSM de la Chișinău la Tiraspol, unde se află și în prezent. De asemenea, el a fost autorul propunerii de reorganizare a K.G.B.-ului din RSS Moldova într-un serviciu de informații, propunere care nu a fost luată în discuție la acel moment.
Tudor Botnaru a îndeplinit funcția de președinte al Comitetului de stat al Securității (șef al KGB-ului) din RSS Moldova până la data de 29 august 1991, după puciul de la Moscova care a avut ca rezultat desființarea URSS-ului. Acuzat de colaborare cu puciștii, Botnaru a fost demis din funcție imediat după proclamarea independenței de stat a Republicii Moldova. Într-un interviu din anul 2001, el a susținut că nu știa nimic despre organizarea puciului, cu toate că, cu puțin înainte fusese la Moscova, la ședința Colegiului K.G.B., dar nimeni nu a spus nimic despre organizarea unui puci, organizatorii planificându-și acțiunile într-un secret desăvârșit, intenționând să-i implice doar pe securiștii care se subordonau direct Centralei K.G.B. de la Moscova.
Între anii 1991-1994, generalul Botnaru a îndeplinit funcția de șef al Centrului de instruire al Ministerului Securității Naționale din Republica Moldova. Din aprilie 1994 a lucrat ca prim-viceministru al afacerilor externe. În perioada decembrie 1994 - 1997, el a îndeplinit misiunea de ambasador extraordinar și plenipotențiar al Republicii Moldova în Regatul Belgiei  și, prin cumul, și în Regatul Unit al Marii Britanii și Irlandei de Nord, Marele Ducat de Luxemburg și Regatul Olandei , precum și șef al misiunii diplomatice a Republicii Moldova la Consiliul Europei (din 3 mai 1995). A fost rechemat din funcție la 17 martie 1997, după ce fusese numit ca ministru al securității naționale.
În perioada 24 ianuarie 1997 - 11 mai 1999, Tudor Botnaru a deținut funcția de ministru al securității naționale, fiind membru al Consiliului Suprem de Securitate. La data de 14 martie 1997, președintele Petru Lucinschi i-a acordat gradul militar de general de divizie. La data de 11 mai 1999, a fost revocat la cerere din funcția de ministru, „în legătură cu atingerea vârstei de pensionare”  și trecut în rezervă.
A candidat la alegerile parlamentare din 25 februarie 2001 pentru postul de deputat pe listele Mișcării Social-Politice "Pentru Ordine și Dreptate".
În anul 2004, el a publicat, împreună cu colonelul Alexandru Ganenco, lucrarea Istoria Serviciilor Secrete. [Breviar], la Editura Museum din Chișinău, aceasta fiind prima încercare de a prezenta istoria serviciilor secrete sovietice moldovenești, prin prisma biografiilor șefilor acestora.
Tudor Botnaru este căsătorit și are un copil.

## Citate
„S-a făcut totul pentru a diminua tendința și dragostea față de o limbă română literară ca să fie promovat moldovenismul primitiv, sau că avem o altă limbă decât cea română.”—Tudor Botnaru

## Cărți publicate
- Tudor Botnaru, A. Ganenco - Istoria Serviciilor Secrete. [Breviar] (Ed. Museum, Chișinău, 2004)
- Catalogul Bibliotecii Naționale a Republicii Moldova[nefuncțională]